# 스에모리촌 (이시카와현)
스에모리촌(末森村)은 이시카와현 하쿠이군에 설치되었던 촌이다.